# Vaľkovňa
Vaľkovňa é um município da Eslováquia, situado no distrito de Brezno, na região de Banská Bystrica. Tem 14,85 km² de área e sua população em 2018 foi estimada em 436 habitantes.

## Demografia
| Ano:        | 1994 | 2004    | 2014    | 2024   |
| ----------- | ---- | ------- | ------- | ------ |
| Broj ljudi: | 282  | 337     | 422     | 402    |
| Razlika:    |      | +19,50% | +25,22% | -4,73% |

| Ano:               | 2023 | 2024   |
| ------------------ | ---- | ------ |
| Número de pessoas: | 412  | 402    |
| Diferença:         |      | -2,42% |